# Montreuil-aux-Lions

Montreuil-aux-Lions este o comună în departamentul Aisne, Franța. În 1 ianuarie 2022 avea o populație de 1.328 de locuitori.